# کاوفرینگ
کاوفرینگ (به آلمانی: Kaufering) یک شهر در آلمان است که در بایرن واقع شده‌است.

## خصوصیات
کاوفرینگ ۱۷٫۷۰ کیلومترمربع مساحت دارد ۵۸۵-۶۳۰ متر بالاتر از سطح دریا واقع شده‌است.